# Valeria Miranda
Pour les articles homonymes, voir Miranda.
Valeria Miranda, née le 18 août 1992 à Mexico, est une footballeuse internationale mexicaine évoluant au poste de défenseur.

## Biographie
Avec l'équipe du Mexique des moins de 20 ans, elle participe à deux Coupes du monde junior, en 2010 puis en 2012. Lors du mondial 2010 organisé au Allemagne, elle ne dispute qu'un seul match, en phase de poule. Lors du mondial 2012 qui se déroule au Japon, elle joue quatre rencontres. Le Mexique s'incline en quart de finale face au Nigeria.
Avec l'équipe du Mexique A, elle participe à la Coupe du monde féminine 2015 organisée au Canada. Lors de cette compétition, elle joue trois matchs, avec pour résultats un nul et deux défaites.